# پوستابرکی
پوستابِرکی (به مجاری:  Pusztaberki) یک شهرداری در مجارستان است که در ناحیه رتشاگ واقع شده‌است. پوستابرکی ۶٫۸۵ کیلومتر مربع مساحت و ۱۴۰ نفر جمعیت دارد.